# Rik the Roadie
Rik the Roadie è un videogioco pubblicato nel 1987-1988 per gli home computer Amstrad CPC, BBC Micro, Commodore 64, Electron e ZX Spectrum dall'editrice economica Alternative Software.
Si impersona un roadie, ossia un tecnico che assiste un gruppo musicale nelle sue esibizioni, in una fase di guida del furgone e altre due fasi di generi differenti.

## Modalità di gioco
Il gioco è costituito da tre livelli del tutto differenti tra loro. Si deve rispettare un limite di tempo totale, unico per tutta la partita.
Il primo e più lungo livello è la guida del furgone delle attrezzature fino al luogo del concerto degli "Alternative Rock". Si deve percorrere una certa distanza su una strada dritta con visuale dall'alto a scorrimento verticale. Non ci sono paesaggi e l'effetto di scorrimento è reso solo dai semplici bordi della strada a strisce bianche e rosse. Il controllo del furgone è limitato a spostamento destra/sinistra, accelerazione e decelerazione; non c'è un vero e proprio freno e rallentare richiede tanto tempo quanto accelerare. Si devono evitare altri veicoli che viaggiano dritti nello stesso senso di marcia, tutti alla stessa velocità. Per questo può succedere anche che gruppi di veicoli blocchino del tutto il passaggio, nel qual caso è necessario rallentare fino a lasciarli uscire dallo schermo, in modo che poi se ne incontrino altri in diverse posizioni. In caso di scontro, a qualunque velocità, il furgone si distrugge e si riparte da fermi con una penalità di tempo. A fine percorso c'è un piccolo bonus in cui bisogna fermare un cursore che si sposta rapidamente tra diversi punteggi premio.
Nel secondo livello Rik deve trasportare a piedi una alla volta le pesanti casse dal furgone al palco. Il personaggio, mostrato di lato, deve percorrere da sinistra a destra un tragitto lineare privo di ostacoli. Il compito del giocatore è solo smanettare velocemente e col giusto ritmo i controlli destra/sinistra per far avanzare Rik. Per ogni cassa ha una barra della resistenza che diminuisce costantemente; se la esaurisce prima di arrivare a destinazione, la cassa gli cade e deve ricominciare con una penalità di tempo. Al termine c'è un bonus come quello del primo livello.
Il terzo livello consiste nell'aggiustare l'intensità di quattro canali sulla console audio. Quattro instabili indicatori a barra vanno spinti uno alla volta fino al livello necessario, senza eccedere. Stabilizzatone uno, si passa in automatico al successivo.
Al termine appare una schermata del gruppo che si esibisce, con una minima animazione o solo uno sfarfallio dei colori a seconda delle versioni. Si ricomincia quindi dal primo livello, con meno tempo a disposizione.

## Accoglienza
La versione di Rik the Roadie per BBC/Electron ricevette due recensioni decisamente buone dalla stampa di settore britannica, tuttavia per le altre conversioni non è nota alcuna recensione storica. Nel 2017 la versione Amstrad CPC è stata trattata in un libro retrospettivo dedicato ai "vecchi giochi terribili" per la sua qualità eccezionalmente scarsa.